# Halina Bendkowski
Halina Bendkowski (* 28. Juli 1949 in Gliwice, Polen) ist eine deutsche Publizistin, Politikerin und Aktivistin des Feminismus und der Lesbenbewegung.

## Leben
Halina Bendkowski wurde als viertes Kind einer allein erziehenden Mutter in Polen geboren. 1956 übersiedelte die Familie nach Oberhausen, Ruhrgebiet, Nordrhein-Westfalen (NRW). Zwei Jahre lebte sie in einem katholischen Mädcheninternat, wo sie als Externe das Abitur machte. In Münster studierte sie Soziologie, Politologie und Philosophie. Ihr Studium schloss sie 1978 mit einem Magister ab.
1987 gründete sie mit anderen Frauen die FrauenfrAKTION als eine Dachorganisation in Berlin, um Frauen, die in der Regierung oder in der Administration und Verwaltung arbeiteten, unabhängig von ihrer Parteizugehörigkeit mit autonomen Feministinnen zu vernetzen. Von 1990 bis 1991 gehörte Halina Bendkowski dem Abgeordnetenhaus von Berlin an. Als Parteilose war sie über die Liste von Bündnis 90/Die Grünen gewählt worden, trat dann aber zurück.
Im Zusammenhang mit der internationalen Kampagne für Frauen- und Menschenrechte entwarf sie Anfang der 1990er-Jahre den politisch-soziologischen Ansatz der Geschlechterdemokratie, der das Konzept des Gender-Mainstreamings weiterentwickelte, indem er die Beteiligung aller Gruppen vorsah. Die erste Publikation, die diesen Begriff im Titel trug, war eine zweibändige Dokumentation des Österreichischen Bundeskanzleramtes von 1993, die im Auftrag von Johanna Dohnal herausgegeben wurde: Test the West. Geschlechterdemokratie und Gewalt. 
Das Konzept der Geschlechterdemokratie wurde in den 1990er Jahren in einem allgemeineren Sinne von der Heinrich-Böll-Stiftung übernommen. In zahlreichen feministischen Diskursen wurde die Konzeption dieses Begriffes kontrovers diskutiert.
1999 gehörte Halina Bendkowski zu den Gründungsfrauen des Lesben- und Schwulenverbandes in Deutschland (LSVD), für den sie vier Jahre lang Bundessprecherin war. Sie ist die Initiatorin und Theoretikerin des Lebenspartnerschaftsgesetzes. Im August 2001 gehörte sie zu den ersten Berlinerinnen, die eine Lebenspartnerschaft eingingen. Mit ihrer langjährigen Partnerin, der US-amerikanischen Theaterautorin Lydia Stryk, lebt sie abwechselnd in Berlin und New York.

## Bibliographie (Auswahl)
- Sag niemandem, daß du jüdisch bist. In: Viola Roggenkamp: Tu mir eine Liebe. Meine Mamme. Jüdische Frauen und Männer in Deutschland sprechen von ihrer Mutter. Jüdische Presse, Berlin 2002, ISBN 3-935097-07-7, S. 110–118.
- Der theatralisch verlassene Mann. In: Sonja Düring, Margret Hauch (Hrsg.): Heterosexuelle Verhältnisse (= Beiträge zur Sexualforschung. Band 71). Psychosozial-Verlag, Gießen 2000, ISBN 3-89806-051-9.
- Halina Bendkowski u. a.: Wie weit flog die Tomate? Eine 68erinnen-Gala der Reflexion. Heinrich-Böll-Stiftung, Berlin 1999, ISBN 3-927760-32-3.
- Mit Agnes Büchele, Erica Fischer, Ilse König: Geschlechterdemokratie und Gewalt. In: Test the West. Geschlechterdemokratie und Gewalt. Kampagne der Bundesministerin für Frauenangelegenheiten 1992–1993. Konzept und Organisation: Halina Bendkowski, Wien 1993, ISBN 3-901192-09-3.
- mit Irene Rotalsky (Hrsg.): Die alltägliche Wut. Gewalt, Pornografie, Feminismus (= Elefanten-Press 242 Bilder-Lese-Buch). Elefanten Press, Berlin 1987, ISBN 3-88520-242-5.
- mit Brigitte Weisshaupt (Hrsg.): Was Philosophinnen denken. Band 1, Amann Verlag, Zürich 1983, ISBN 3-250-10012-9.